# Зузана Кучова
Зузана Кучова (словац. Zuzana Kučová; нар. 26 червня 1982) — колишня словацька тенісистка.
Найвищу одиночну позицію світового рейтингу — 101 місце досягла 7 червня 2010, парну — 175 місце — 7 грудня 2009 року.
Здобула 8 одиночних та 4 парні титули туру ITF.
Найвищим досягненням на турнірах Великого шолома було 2 коло в одиночному розряді.
Завершила кар'єру 2013 року.

## Фінали ITF
| Легенда          |
| ---------------- |
| Турніри $100,000 |
| Турніри $75,000  |
| Турніри $50,000  |
| Турніри $25,000  |
| Турніри $10,000  |

### Одиночний розряд: 24 (8–16)
| Результат | No  | Дата            | Турнір                           | Покриття | Суперниця          | Рахунок                    |
| --------- | --- | --------------- | -------------------------------- | -------- | ------------------ | -------------------------- |
| Поразка   | 1.  | 10 вересня 2000 | ITF Задар, Хорватія              | Ґрунт    | Міріам Казанова    | 4–6, 1–6                   |
| Поразка   | 2.  | 8 жовтня 2000   | ITF Каїр, Єгипет                 | Ґрунт    | Сандра Клеменшиц   | 4–1, 4–2, 1–4, 4–5(4), 3–5 |
| Перемога  | 1.  | 24 червня 2001  | ITF Алжир, Алжир                 | Ґрунт    | Матільда Йоганссон | 6–3, 6–3                   |
| Поразка   | 3.  | 29 липня 2001   | ITF Горб, Німеччина              | Ґрунт    | Ленка Новотна      | 5–7, 4–6                   |
| Поразка   | 4.  | 2 вересня 2001  | ITF Бад-Заульгау, Німеччина      | Ґрунт    | Ліза Фріц          | 1–6, 0–6                   |
| Поразка   | 5.  | 30 вересня 2001 | ITF Верона, Італія               | Ґрунт    | Анжеліка Реш       | 4–6, 0–6                   |
| Поразка   | 6.  | 2 червня 2002   | ITF Мостар, Боснія і Герцеговина | Ґрунт    | Сібіль Баммер      | 6–2, 4–6, 5–7              |
| Поразка   | 7.  | 14 липня 2002   | ITF Дармштадт, Німеччина         | Ґрунт    | Сандра Клезель     | 4–6, 6–7(3)                |
| Перемога  | 2.  | 30 березня 2003 | ITF Рим, Італія                  | Ґрунт    | Делія Сезкіоряну   | 6–3, 6–7(5), 6–0           |
| Поразка   | 8.  | 19 вересня 2004 | ITF Софія, Болгарія              | Ґрунт    | Віраг Немет        | 1–5 ret.                   |
| Поразка   | 9.  | 29 травня 2005  | ITF Кампобассо, Італія           | Ґрунт    | Марія Коритцева    | 7–5, 1–6, 5–7              |
| Поразка   | 10. | 9 квітня 2006   | ITF Афіни, Греція                | Ґрунт    | Орелі Веді         | 2–6, 7–5, 3–6              |
| Перемога  | 3.  | 15 грудня 2007  | ITF Лагос, Нігерія               | Тверде   | Зіна Кайзер        | 6–2, 6–2                   |
| Поразка   | 11. | 22 грудня 2007  | ITF Лагос, Нігерія               | Тверде   | Шанелль Схеперс    | 2–6, 0–6                   |
| Перемога  | 4.  | 25 жовтня 2008  | ITF Лагос, Нігерія               | Тверде   | Агнеш Сатмарі      | 7–6(5), 4–6, 6–3           |
| Поразка   | 12. | 14 червня 2009  | ITF Злін, Чехія                  | Ґрунт    | Полона Герцог      | 3–6, 1–6                   |
| Поразка   | 13. | 19 липня 2009   | ITF Дармштадт, Німеччина         | Ґрунт    | Зара Гронерт       | 1–6, 1–6                   |
| Поразка   | 14. | 10 жовтня 2009  | ITF Джунія, Ліван                | Ґрунт    | Александра Дулгеру | 6–3, 3–6, 4–6              |
| Перемога  | 5.  | 16 жовтня 2009  | ITF Лагос, Нігерія               | Тверде   | Анна Герасімоу     | 6–3, 7–5                   |
| Перемога  | 6.  | 24 жовтня 2009  | ITF Лагос, Нігерія               | Тверде   | Ніна Братчикова    | 6–0, 7–6(5)                |
| Поразка   | 15. | 3 квітня 2010   | ITF Монсон, Іспанія              | Тверде   | Анастасія Якімова  | 4–6, 6–4, 3–6              |
| Перемога  | 7.  | 24 квітня 2010  | ITF Барі, Італія                 | Ґрунт    | Зузана Ондрашкова  | 6–4, 6–2                   |
| Перемога  | 8.  | 23 жовтня 2010  | ITF Лагос, Нігерія               | Тверде   | Наталі Пікйон      | 6–2, 6–0                   |
| Поразка   | 16. | 30 жовтня 2010  | ITF Лагос, Нігерія               | Тверде   | Ніна Братчикова    | 5–7, 1–6                   |

### Парний розряд: 8 (4–4)
| Результат | No | Дата            | Турнір                      | Покриття  | Партнерка           | Суперниці                          | Рахунок          |
| --------- | -- | --------------- | --------------------------- | --------- | ------------------- | ---------------------------------- | ---------------- |
| Поразка   | 1. | 6 серпня 2000   | ITF Бухарест, Румунія       | Ґрунт     | Домініка Лузарова   | Ліана Унгур Едіна Галловіц-Халл    | 5–7, 0–4 ret.    |
| Поразка   | 2. | 15 жовтня 2000  | ITF Каїр, Єгипет            | Ґрунт     | Барбора Благутякова | Сандра Клеменшиц Даніела Клеменшиц | 0–4, 0–4, 0–4    |
| Перемога  | 1. | 25 березня 2001 | ITF Рим, Італія             | Ґрунт     | Івета Бенешова      | Клаудія Івоне Роберта Вінчі        | 4–6, 6–4, 6–4    |
| Поразка   | 3. | 29 липня 2001   | ITF Горб, Німеччина         | Ґрунт     | Martina Strussová   | Аннетте Кольб Ivana Zupá           | 6–7(0), 2–6      |
| Перемога  | 2. | 2 вересня 2001  | ITF Бад-Заульгау, Німеччина | Ґрунт     | Рената Кучерова     | Габріела Хмелінова Ленка Новотна   | w/o              |
| Поразка   | 4. | 22 січня 2006   | ITF Fort Walton Beach, США  | Тверде    | Шанелль Схеперс     | Морін Дрейк Владіміра Угліржова    | 6–2, 4–6, 5–7    |
| Перемога  | 3. | 17 березня 2007 | ITF Каїр, Єгипет            | Ґрунт (i) | Крістіна Кучова     | Мелісса Беррі Мішелль Герардс      | 6–7(3), 6–4, 6–3 |
| Перемога  | 4. | 13 червня 2009  | ITF Злін, Чехія             | Ґрунт     | Крістіна Кучова     | Нікола Франькова Кармен Клашка     | 6–3, 6–4         |

## Виступи в одиночних турнірах Великого шолома
| W | Ф | ПФ | ЧФ | #Р | КТ | К# | DNQ | A | NH |

| Турнір                                 | 2002 | 2003 | 2004 | 2005 | 2006 | 2007 | 2008 | 2009 | 2010 | 2011 | 2012 | 2013 | W–L |
| -------------------------------------- | ---- | ---- | ---- | ---- | ---- | ---- | ---- | ---- | ---- | ---- | ---- | ---- | --- |
| Відкритий чемпіонат Австралії з тенісу |      | К1р  | К1р  | К1р  |      |      |      | К2р  | 1р   | К3р  |      |      | 0–1 |
| Відкритий чемпіонат Франції з тенісу   |      | К2р  | 1р   |      | К1р  |      |      | К1р  | К3р  | К1р  |      | 2р   | 1–2 |
| Вімблдонський турнір                   |      | К2р  | К1р  | К1р  |      |      |      | К1р  | 1р   | К3р  |      |      | 0–1 |
| Відкритий чемпіонат США з тенісу       | К3р  | К1р  | К1р  |      |      |      | К1р  | К2р  | 1р   | К1р  |      |      | 0–1 |